# Artech Digital Entertainment
Artech Digital Entertainment, Ltd. (stylisé comme les studios ARTECH) était un développeur de jeux vidéo formé en 1982 à Ottawa, Ontario, au Canada. Également connue sous le nom d'Artech Studios, la société a développé des jeux tels que Raze's Hell, Monopoly, Jeopardy!, Wheel of Fortune et un remake de Q*bert. 
La société a développé des jeux pour Colecovision, Commodore 64, Commodore Amiga, ordinateurs Atari, Nabu Network, Genesis, PlayStation, PlayStation 2, Xbox, PC et Xbox 360. Ils ont également développé une série de jeux interactifs conçus pour les lecteurs de DVD standard.
Artech Studios a fermé ses portes en décembre 2011.

## Jeux développés

### Nabu Network
- Zot!
- Wiztype
- MacBeth
- Skiing!
- Astro Lander
- BC Matchup

### Commodore 64
- Ace of Aces
- BC's Quest for Tires
- BC II Grog's Revenge
- Wiz Math
- The Dam Busters
- Fight Night
- Desert Fox
- Killed Until Dead
- Deceptor
- The Train: Escape to Normandy
- Apollo 18
- Mean 18
- Rack 'Em
- Mental Blocks

### Colecovision
- BC's Quest for Tires

### ZX Spectrum
- BC II Grog's Revenge

### Amiga
- Heat Wave
- Theatre of War
- Patriot
- Megafortress: The Flight of the Old Dog
- Blue Angels
- Blue Max
- Das Boot
- Mental Blocks

### Genesis
- Dark Castle
- Motocross Championship (32X)
- Crystal's Pony Tale

### Super NES
- BreakThru!

### Mac
- Theatre of War
- Patriot
- U.F.O.s

### DOS
- Fight Night
- The Train: Escape to Normandy
- Mean 18
- Rack 'Em
- Serve and Volley
- Blue Angels
- Mental Blocks
- Blue Max
- Das Boot
- Megafortress
- Theatre of War
- Patriot
- Wild Science Arcade
- Mystery at the Museums
- Rock and Bach
- Director's Lab
- Wild Board Games
- Wild Card Games
- Arcade Mania
- Adventures with Edison
- Play Math
- Wild Ride
- Super Putt
- UFOs - Gnap
- Medieval Times
- Moto Extreme
- Monopoly Star Wars
- Celtica
- Thunder Chrome
- ARA
- Star Wars Playset
- My Little Pony
- Wheel of Fortune
- Jeopardy!
- Guess Who?
- Monopoly
- Q*Bert
- Family Feud
- Family Fortunes
- Wheel of Fortune 2nd Edition
- Jeopardy 2nd Edition
- Stanley's Tiger Tales
- Music Mix Studio
- Jeopardy 2003
- Wheel of Fortune 2003
- Hello Kitty Cutie World
- Stanley Wild for Sharks
- Tonka Search and Rescue 2
- Power Rangers Ninja Storm
- Cinderella's Castle Builder

### Windows PC
- Super Putt
- Q*Bert
- Trivial Pursuit Unhinged
- Friends: The One with all the Trivia
- The Undergarden
- Aces of the Galaxy
- I Spy Fun House
- U.F.O.s

### PlayStation
- Wheel of Fortune
- Jeopardy!
- Q*Bert
- Family Feud
- Wheel of Fortune 2nd Edition
- Jeopardy 2nd Edition

### PlayStation 2
- Wheel of Fortune PS2
- Jeopardy PS2
- Trivial Pursuit Unhinged
- Friends: The One with all the Trivia

### Xbox
- Trivial Pursuit Unhinged
- Raze's Hell

### DVD
- Show Me the Wild
- Time Troopers
- Trivial Pursuit: Lord of the Rings
- Scholastic Read with Me DVD!'
- Clue
- Candyland
- Clifford/Goosebumps/I-Spy
- Twister Dance

### Xbox 360
- Boogie Bunnies
- Aces of the Galaxy
- The Undergarden

### PlayStation 3
- The Undergarden